# Аеродром Амстердам
Аеродром Амстердам-Схипхол (хол. Luchthaven Schiphol) је највећи аеродром у Холандији. Аеродром се налази 9 km југозападно од Амстердама, у овкиру приградске општине Харлемермер.
Аеродром Схипхол је трећа по промету путника ваздушна лука у Европи и једанаеста у свету. 2018. године кроз њега је прошло више од 68 милиона путника, што је 85% укупногпутничког авио-промета у држави.
Схипхол има 5 главних полетно-слетних стаза и једну за мање авионе. Аеродром има план да изгради и седму полетно-слетну стазу. Схипхол има један велики терминал, подељен у неколико хала за поласке. Због великог броја авиона који слећу на Схипхол, и високе таксе, пуно чартер летова и авио-компанија се премешта на мање аеродроме у Холандији (Ротердам, Ајндховен, Гронинген, и др). Схипхол је база за КЛМ, Мартинер, Транзавија и Нортвест ерлајнс.
Аеродром је најнижи главни међународни аеродром у свету (-3 m надморска висина).

## Пруга
Железничка станица се налази испод терминала аеродрома.

## Историја
Схипхол је био изграђен у првој половини 20. века као војни аеродром. Фокер је започео градњу фабрике близу аеродрома 1951. године.

## Авио-компаније и дестинације

### Хала за поласке 1

#### Хала Б
- Алиталија (Милано-Линате, Милано-Малпенса, Рим)
- Блу1 (Хелсинки)
- Вуелинг (Аликанте, Барселона, Валенсија, Мадрид, Малага, Париз-Шарл де Гол)
- Иберија (Мадрид)
- Исланд ер (Рејкјавик-Кефлавик)
- Кликер (Барселона)
- Луфтханса (Франкфурт)
  - Луфтханса СитиЛајн (Минхен, Хамбург)
- Олимпик ерлајнс (Атина)
- Остријан ерлајнс (Беч)
- Скандинејвијан ерлајнс систем (Копенхаген, Осло-Гардемоен, Стокхолм-Арланда)
- ТАП Португал (Лисабон, Порто, Фаро, Фуншал)
- Финер (Хелсинки)

#### Хала Ц
- ВЛМ ерлајнс (Гронинген, Лондон-Сити)
- Ер Франс (Бордо, Лион, Марсељ, Ница, Париз-Шарл де Гол)
- КЛМ Ројал Дач ерлајнс (Пар кратке линије, нејвише оне у Шенген зона)
- ЛОТ Полиш ерлајнс (Варшава)
- Меридиана (Фиренца, Торино)
- transavia.com (Алжир (од 18. јула 2007), Аликанте, Анталија, Банжул, Барселона, Берлин-Тегел, Бодрум, Валенсија, Глазгов, Даламан, Дубровник, Закинф, Измир, Ираклион, Кефалонија, Китира, Копенхаген, Кос, Крф, Лас Палма, Лезбос, Лисабон, Мадрид, Малага, Милано-Орио, Монастир, Ница, Охрид, Палма, Пиза, Пау-Пиринеји, Превеса, Реус, Тенерифе, Тревизо, Фаро, Фуертевентура, Фуншал, Џерба)

### Хала за поласке 2

#### Хала Д
- Аерофлот (Москва-Шереметјево)
- Армавиа (Јереван)
- БМИ (Абердин, Лондон-Хитроу)
  - БМИ Бејби (Бирмингхам, Кардиф, Нотингем)
- Бритиш ервејз (Лондон-Гатвик, Лондон-Хитроу)
- Булгарија ер (Софија)
- Ер Лингус (Даблин, Корк)
- Ер Србија (Београд)
- Јукрејн интернашонал ерлајнс (Кијев)
- Јуропиан ер експрес (Манстер)
- КЛМ Ројал Дач ерлајнс (Абердин, Атина, Барселона, Бахреин, Беч, Бирмингхам, Букурешт-Отопени, Варшава, Венеција, Единбург, Женева, Хелсинки, Истанбул-Ататурк, Кијев-Бориспол, Копенхаген, Лисабон, Лондон Хитроу, Луксембург, Мадрид, Манчестер, Милано-Линате, Милано-Малпенса, Минхен, Москва-Шереметјево, Ница, Осло, Париз-Шарл де Гол, Праг, Рим-Леонардо да Винчи, Ротердам, Санкт Петербург, Солун, Софија, Стокхолм-Арланда, Талин, Техеран-Мехрабад, Цирих, Штутгарт)
  - КЛМ Ситихопер (Абердин, Берген, Берлин-Тегел, Билунд, Бремен, Брисел, Бристол, Глазгов, Дарем, Диселдорф, Единбург, Еиндховен, Кардиф, Келн, Кристиансанд, Лидс, Лондон-Сити, Луксембург, Манчестер, Минхен, Ница, Норвик, Нирнберг, Њукасл, Ставангер, Трондхајм, Франкфурт, Хамберсајд, Хамбург, Хановер, Цирих)
- Кроација ерлајнс (Загреб)
- Малев (Будимпешта)
- Мартинер
- Ројал ер Марок (Ал Хоцеима, Казабланка, Надор, Тангер)
- Росија (Санкт Петербург)
- Сајпрус ервејз (Ларнака, Пафос)
- Скај Јуроп (Братислава, Будимпешта, Краков, Праг)
- ТАРОМ (Букурешт-Отопени)
- трансавиа.com (видите Хала Ц)
- флајЛал (Паланга, Биљнус)
- ЧСА (Праг)

#### Хала E
- ЕВА ер (Бангкок, Тајпеј)
- Јапан ерлајнс (Токио-Нарита)
- Катеј Пацифик (Хонгконг)
- КЛМ Ројал Дач ерлајнс (Абу Даби, Абуџа, Адис Абеба, Акра, Алмати, Аруба, Атланта, Бангкок, Бонер, Ванкувер, Вашингтон, Гвајакил, Дамам, Дамаск, Делхи, Дар Ес Салам, Доха, Дубаи, Јоханезбург, Каиро, Картум, Кејптаун, Килиманџаро, Кито, Куала Лумпур, Кувајт, Лагос, Лима, Лос Анџелес, Манила, Мексико Сити, Монтреал, Наироби, Њуарк, Њујорк-Џон Ф. Кенеди, Осака-Кансај, Парамарибо, Пекинг, Сан Франциско, Сао Пауло, Сеул, Сингапур, Синт Мартен. Тајпеј, Тел Авив, Токио-Нарита, Торонто, Триполи, Хајидарабад, Хонгконг, Хјустон, Ченгду, Чикаго, Џакарта, Шангај)
- Нортвест ерлајнс (Бостон, Детроит, Мемфис, Минеаполис, Мумбаи, Сијетл, Хартфорд)
- Сингапур ерлајнс (Сингапур)
- Чајна саутхерн ерлајнс (Гуиџоу, Пекинг)

### Хала за поласке 3

#### Хала Ф
- Адриа ервејз (Љубљана)
- Ер Берлин (Палма де Малорка, Римини)
- Кенија ервејз (Наироби)
- КЛМ Ројал Дач ерлајнс (Видите горе)
- Нортвест ерлајнс (Видите горе)
- Малејжија ерлајнс (Куала Лумпур)
- Ројал Џорденијен (Аман)
- Циријен Араб ерлајнс (Дамаскус)
- Чајна ерлајнс (Бангкок, Тајпеј)
- Џорџијен ервејз (Тбилиси)

#### Хала Г
- АркеФлај (Кос, Пуерто Плата, Пунта Кана, Родос)
- Аркиа (Тел Авив)
- Африкија ервејз (Триполи)
- Делта ерлајнс (Атланта, Синцинати [Сезонски], Њујорк)
- Египат ер (Каиро)
- Ел Ал (Тел Авив)
- Ер Транзат (Ванкувер, Калгари, Торонто)
- Етипоијан ерлајнс (Адис Абаба, Рим)
- Изрер (Тел Авив)
- Интер ерлајнс (Анталија, Бодрум, Даламан)
- Иран ер (Техеран-Мехрабад)
- Јунајтед ерлајнс (Чикаго, Вашингтон)
- Континентал ерлајнс (Хјустон, Њуарк)
- Коријен ер (Сеул)
- Мартинер (дуголинијски)
- Онур ер (Анкара, Анталија, Бодрум, Даламан, Измир, Истанбул-Ататурк)
- Пакистан интернашонал ерлајнс (Исламабад, Карачи, Лахаур)
- Свис интернашонал ерлајнс (Базел, Цирих)
- Суринам ервејз (Парамарибо)
- ТАЦВ Зеленортска Острва ерлајнс (Сал)
- Тунисер (Тунис)
- Теркиш ерлајнс (Анкара, Истанбул-Ататурк, Истанбул-Сабиха Гокчен)
- УС ервејз (Филаделфија)
- Флај ер (Анталија, Бодрум)

#### Хала Х
- ИзиЏет (Белфаст, Бристол, Единбург, Ливерпул, Лондон-Гатвик, Лондон-Лутон, Лондон-Станстед, Милано-Малпенса)
  - ИзиЏет Швајцарска (Базел, Женева)
- Скај ерлајнс (Анталија)
- Стерлинг ерлајнс (Копенхаген, Осло, Стокхолм-Арланда)
- Томпсонфлај (Борнмут, Ковентри, Донкастер)
- Флајбе (Ексетер, Норвић, Саутхамптон)
- Џет2.com (Блекпул, Лидс, Манчестер, Њукасл)